# Fluttuazione della luminosità superficiale
La Fluttuazione della luminosità superficiale (SBF) è un metodo secondario legato alla Scala delle distanze cosmiche usato per stimare le distanze dalle galassie. La tecnica si basa sul fatto che le galassie sono costituite da un numero finito di stelle. Il numero di stelle presenti in ogni seppur piccolo settore varierà da punto a punto, creando una fluttuazione di disturbo nella distribuzione della luminosità superficiale. Mentre le varie stelle presenti in una galassia copriranno un'enorme gamma di luminosità, l'SBF può essere contraddistinto come se tutte le stelle avessero la stessa intensità, che è l'integrale della luminosità ponderata sulla distribuzione della luminosità delle stelle. Le vecchie galassie ellittiche possiedono una popolazione di stelle abbastanza consistente, sebbene la tipica "fluttuazione" si avvicina molto a una candela standard. In pratica sono necessarie delle correzioni per rintracciare l'età e la composizione in metalli tra galassia e galassia.
Lo schema SBF è misurato dallo spettro di potenza dei residui lasciati da un'immagine intensa della galassia dopo che è stato sottratto un modello regolare della galassia stessa. Lo schema SBF è evidente come la trasformazione della funzione di propagazione del punto nel campo di Fourier. L'ampiezza dello spettro dà la luminosità della fluttuazione. Poiché la tecnica dipende da una precisa conoscenza della struttura della galassia, devono essere escluse dall'analisi fonti estranee come ammassi globulari e galassie di sfondo. Devono essere escluse anche le aree di assorbimento delle polveri interstellari. In pratica questo significa che l'SBF lavora meglio con le galassie ellittiche o con i rigonfiamenti delle Galassie lenticolari, poiché le galassie a spirale sono costituite in genere da morfologie complesse e la presenza di numerose polveri.
L'SBF è calibrato per l'uso della relazione Cefeide Periodo-Luminosità (P-L) basato sull'osservazione delle variabili Cefeidi situate nella Grande Nube di Magellano.
L'SBF è un indicatore per stelle di seconda generazione.